# Eta Aquilae
Eta Aquilae (η Aql) ist ein Überriese im Sternbild Adler, 8° südlich des helleren Altair. Er stellte aber auch den Kopf des antiken (nicht mehr anerkannten) Sternbilds Antinoos dar, durch dessen Schaffung der jung verstorbene, gleichnamige Liebling des römischen Kaisers Hadrian geehrt wurde. Sehr selten wird Eta Aquilae auch mit seinem hebräischen Namen Bezek oder Bazak (d. h. Blitz) bezeichnet.
Als Cepheiden-Veränderlicher variiert die scheinbare Helligkeit von Eta Aquilae mit einer Periode von 7,17 Tagen zwischen +3,48 mag und +4,39 mag. Zusammen mit Delta Cephei, Zeta Geminorum und Beta Doradus gehört Eta Aquilae zu den hellsten Cepheiden, dessen Helligkeitsschwankungen schon 1784 von Edward Pigott entdeckt wurden und die mit bloßem Auge beobachtet werden können, während etwa der ebenfalls helle Polarstern dafür zu geringe Unterschiede zwischen Maximum und Minimum aufweist. Aus der Perioden-Leuchtkraft-Beziehung kann man die Entfernung von Eta Aquilae zu 1100 Lichtjahren berechnen. Neue, im Dezember 2020 veröffentlichte Auswertungen der Parallaxen-Messungen der Raumsonde Gaia ergeben hingegen eine geringere Entfernung des Sterns von knapp 900 Lichtjahren.